# 2020年CBA总决赛
2019-20年中国男子篮球职业联赛总决赛，又称2020年CBA总决赛，是2019-20年中国男子篮球职业联赛的最后一阶段比赛，由广东东莞银行对阵辽宁本钢。本阶段比赛原定在2020年4月26日启动，及在5月13日前完结，但因中国大陆的2019冠状病毒病疫情而延至2020年8月11日启动。
本阶段比赛于2020年8月15日晚间结束，最终广东东莞银行以2比1战胜辽宁本钢，获得本季中国男子篮球职业联赛总冠军，及该队队史的第十个CBA总冠军。而前者的球员克拉伦斯·威姆斯则以34.7分的场均得分当选本季总决赛最有价值球员。

## 格式
与2020年6月至7月之间举办的常规赛及季后赛相同，该年度的总决赛继续采用赛会制模式，所有比赛皆在青岛国信体育中心钻石体育馆进行。场次上，本次总决赛与季后赛一样，由七局四胜制缩为三局两胜制。观众政策上，本阶段赛事继续实施只邀请特定人士入场观赏的制度，允许入场的人士包含医务、警务、教育工作者及参赛球队定向邀请的观众。

## 参赛球队

### 球队基本情况及晋级历程

#### 广东华南虎（广东东莞银行）
本次总决赛为广东东莞银行第十五次获得CBA总决赛参赛资格，而在过往十四次总决赛中，广东队合共获得九次CBA总冠军。在本赛季开始前，广东队便明确其在该赛季的目标为拿下队史第十个CBA总冠军。
本季常规赛中，广东队提早七轮获得常规赛冠军，最终取得44胜2负的成绩。广东队在该季常规赛的胜率为95.7%，乃队史最佳；输球场次为2场，与2009-10赛季常规赛并列队史最少。另外，该队亦在本季常规赛中获得29连胜，刷新了其在2014-15赛季常规赛创造的CBA常规赛单赛季最长连胜记录（26场）。
本季季后赛中，广东东莞银行在第一轮被轮空，第二轮则是与青岛国信双星对阵，最终以110比88击败对手，进入上半区半决赛。而在半决赛中，广东东莞银行先在第一场以111比109险胜北京首钢，北京队在第二场以90比86追平大比分，广东队最终在第三场以88比85战胜北京，从而以2比1的大比分获得本赛季总决赛参赛资格。
球员名单

#### 辽宁飞豹（辽宁本钢）
本次总决赛为辽宁本钢第八次获得CBA总决赛参赛资格，而在过往七次总决赛中，辽宁队仅在2017-18赛季获得过CBA总冠军。在本赛季开始前，辽宁队公布的赛季目标为“争取最好的成绩”，同时在保证成绩的情况下培养年轻球员。
本季常规赛的前三十轮比赛结束后，辽宁队以20胜10负的成绩排在第三位。复赛后，该队陷入低迷状态，首阶段七场比赛仅取得三场胜利，排名跌至第七位；期间，时任主教练郭士强在首四场比赛以1胜3负的结局收场后宣布辞职。随后，杨鸣被任命为辽宁队中方教练组组长，并与亚历山德罗·马丁内斯共同行使主教练职权。其后的复赛第二阶段，辽宁队状态得到极大提升，取得全数9场比赛之胜利，最终成绩为32胜14负，居于第三位。
本季季后赛中，辽宁本钢同样在第一轮被轮空，第二轮则是与浙江稠州银行对阵，最终以127比123击败对手，进入下半区半决赛。而在半决赛中，辽宁本钢分别以116比88、119比113战胜新疆伊力特，从而以2比0的大比分先行获得本赛季总决赛参赛资格。
球员名单

### 过往比赛记录
在2019-20赛季中，两支队伍共在常规赛期间比赛2场，当中包括本赛季的第一场比赛。最终，广东队取得了全数2场比赛的胜利。
| 2019年11月1日 19:35 |

| 赛后数据 |

| 广东东莞银行 107–98 辽宁本钢                            |  |                                                       |
| 每節分數： 23–22、27–25、32–21、25–30                   |  |                                                       |
| 得分： 马尚·布鲁克斯 篮板： 易建联 助攻： 马尚·布鲁克斯 |  | 得分： 兰斯·史蒂芬森 篮板： 布兰登·巴斯 助攻： 郭艾伦 |

| 2020年1月3日 19:35 |

| 赛后数据 |

| 辽宁本钢 95–105 广东东莞银行                            |  |                                                         |
| 每節分數： 26–20、15–18、30–35、24–32                   |  |                                                         |
| 得分： 兰斯·史蒂芬森 篮板： 兰斯·史蒂芬森 助攻： 高诗岩 |  | 得分： 马尚·布鲁克斯 篮板： 易建联 助攻： 马尚·布鲁克斯 |

另外，本阶段比赛是广东、辽宁两队第二次在总决赛赛场上交手。在此之前，双方曾在2007-08年中国男子篮球职业联赛的总决赛进行对阵，最终广东队以4比1击败辽宁队，成为当季中国男子篮球职业联赛的总冠军。

## 赛程

### 第一场
本阶段的第一场比赛于2020年8月11日20时开始，广东东莞银行、辽宁本钢分别以主队及客队身份比赛。最终，广东东莞银行以110比88战胜辽宁本钢，而22分的分差亦是2010-11赛季之后的总决赛单场最大得分差。
| 2020年8月11日 20:00 |

| 赛后数据 |

| 广东东莞银行 110–88 辽宁本钢                              |  |                                             |
| 每節分數： 25–24、30–26、25–23、30–15                     |  |                                             |
| 得分： 克拉伦斯·威姆斯 篮板： 克拉伦斯·威姆斯 助攻： 徐杰 |  | 得分： O·J·梅奥 篮板： 韩德君 助攻： 郭艾伦 |

### 第二场
本阶段的第二场比赛于2020年8月13日20时开始，辽宁本钢、广东东莞银行分别以主队及客队身份比赛。最终，辽宁本钢在最多落后22分的情况下奋起直追，以115比113战胜广东东莞银行，将总比分改写为1-1。
| 2020年8月13日 20:00 |

| 赛后数据 |

| 辽宁本钢 115–113 广东东莞银行             |  |                                                             |
| 每節分數： 34–38、24–28、23–27、34–20     |  |                                                             |
| 得分： 郭艾伦 篮板： 韩德君 助攻： 赵继伟 |  | 得分： 克拉伦斯·威姆斯 篮板： 易建联 助攻： 克拉伦斯·威姆斯 |

### 第三场
本阶段的第三场比赛于2020年8月15日20时开始，广东东莞银行、辽宁本钢分别以主队及客队身份比赛。本场两队对抗颇为激烈，双方均有多名球员违体犯规；广东队核心易建联亦在比赛中受伤离场（后确诊为跟腱断裂）。最终，广东东莞银行以123比115战胜辽宁本钢，获得2019-20年中国男子篮球职业联赛总冠军。
| 2020年8月15日 20:00 |

| 赛后数据 |

| 广东东莞银行 123–115 辽宁本钢                  |  |                                             |
| 每節分數： 26–29、28–18、41–39、28–29          |  |                                             |
| 得分： 克拉伦斯·威姆斯 篮板： 周鹏 助攻： 徐杰 |  | 得分： O·J·梅奥 篮板： 韩德君 助攻： 韩德君 |

## 反响

### 意义及评价
本季CBA总决赛，广东华南虎除了获得球队历史上第十个CBA总冠军之外，亦打破了2015-16赛季以来没有球队能够蝉联CBA总冠军的情形。
在这一阶段比赛中，广东华南虎被认为是延续了上一赛季以来的联盟统治力，并展示了球队极强的板凳深度。而辽宁飞豹在末两场比赛的表现亦被认为是充满亮点，尤其是在第二场比赛落后对手22分的情形下完成比分逆转的场景被评价为“‘惹不起的辽篮’回来了”。

### 庆祝活动
总决赛完结后，广东省体育局、广东省篮球协会、中共东莞市委、东莞市人民政府及东莞市文化广电旅游体育局先后发布贺电或贺信，庆祝广东华南虎获得冠军。当日（2020年8月15日）晚间，中共东莞市委宣传部及东莞市文广旅体局在东莞CBD举办灯光秀，有数栋摩天楼的外墙播放了庆祝广东华南虎夺冠的字句。
次日，该球队乘坐飞机由青岛经广州返回东莞，并在广州白云国际机场获中共东莞市委副书记白涛迎接及献花祝贺。随后，球队除易建联以外的其他人员返回东莞，大批支持者将宏远酒店及球队基地门口围得水泄不通，需要出动大批保安维持秩序。
除此之外，广东华南虎又于2020年10月11日在广州长隆旅游度假区参加了冠军巡游活动，是为CBA联盟首度举办类似活动。

### 易建联伤情
在最后一场比赛第三节遭遇非对抗性受伤的易建联的伤情亦引发了公众的关注。2020年8月16日凌晨，广东广播电视台体育频道《体育世界》节目组、《篮球先锋报》主编苏群先后发布易建联跟腱断裂的消息，广东华南虎稍后亦在社交网络上确认此事。而球队返回广东后，易建联亦未有随队回到东莞，而是被送去南方医科大学南方医院接受手术；至于手术情况，球队在当晚发布消息，指手术过程顺利。
由于易建联伤情严重，年事已高，且其对广东华南虎乃至整个中国男篮都有着极高的重要性，因此中国新闻社的评论认为中国男篮的“易时代”已然告终，上海《文汇报》的评论则担忧此次夺冠为“广东王朝”“最后的光辉”；而苏群亦在社交媒体中感叹广东华南虎乃至中国男篮“今后真的得靠自己了，不能再有心理依赖”。同时，亦有民众质疑广东华南虎是次以球队的绝对核心人物之重伤换得的总冠军“是否值得”。

### 裁判判罚
在第一场比赛进行至第三节剩余2分44秒时，广东华南虎球员苏伟在防守正在上篮的辽宁飞豹球员高诗岩期间被判犯规。随后裁判进行即时回放，认定苏在防守时将右腿伸到高的两腿之间，构成违体犯规。但《信息时报》在报道中认为苏是次犯规并非有意为之，指其是在身体与高激烈碰撞后失去平衡的情况下，为维持自身平衡而不得已为之。
第三场比赛中，裁判组做出了不少争议性判罚，甚至出现弄错球员编号的情况，引发大批观众不满，更有甚者认为比赛结果已然取决于裁判判罚。对此，篮球评论员杨毅在社交网络发文，认为该场比赛的裁判判罚除判给辽宁飞豹球员王化东的违体犯规有待商榷之外，其余皆无问题。